# 清瀬善三
清瀬 善三（きよせ ぜんぞう、1833年6月26日（天保4年5月9日 ）- 1912年（明治45年）7月4日）は、明治期の醸造家・銀行家・政治家・慈善家。貴族院多額納税者議員。幼名・秀吉。慈善事業にも資金を提供した。

## 経歴
豊前国宇佐郡四日市村（大分県宇佐郡四日市村、四日市町を経て現宇佐市四日市）で醸造業・清瀬亀助の六男として生まれた。敷田年治（吉松伊勢守）から読書算術習字などを学んだ。父からその優れた資質を見込まれ、1855年（安政2年6月）に家督を相続した。
1856年（安政3年）四日市の宿役に就任。その後、里掌、四日市村戸長を務め、1879年（明治12年）四日市村会議員に選出され、同町会議員、宇佐郡会議員なども務めた。
1897年（明治30年）共立四日市銀行を設立し取締役頭取に就任。また本願寺四日市別院勘定役も務めた。慈善事業にも資金を提供し、大日本仏教慈善会財団評議員、日本赤十字社特別社員なども務めた。
1904年（明治37年）の貴族院多額納税者議員選挙で互選され、同年9月29日から1911年（明治44年）9月28日まで在任した。

## 親族
- 長男 清瀬年治（写真家）[4]
- 二男 清瀬保二（作曲家）[4]